# Acrophasmus rubronotum
Acrophasmus rubronotum är en stekelart som beskrevs av Marsh 2002. Acrophasmus rubronotum ingår i släktet Acrophasmus och familjen bracksteklar. Inga underarter finns listade i Catalogue of Life.